# Can Jepet
Can Jepet és una masia de Sobremunt (Lluçanès) inclosa a l'Inventari del Patrimoni Arquitectònic de Catalunya.

## Descripció
Edifici civil situat a la carena de la Serra de Sobremunt a més de 900 metres d' altitud.
Format per dos cossos enganxats l'un amb l'altre i orientats a migdia. El més antic- casa dels masovers- amb teulades de dues vessants, té les parets de pedra rebordonida. Al cantó est, hi té adossat un corral, i a la part posterior, s' hi troben diferents quadres.
El cos de la dreta, de construcció moderna (anys 40) té la façana principal una eixida amb tres grans arcades de volta semicircular.
L' estat de conservació és excel·lent.

## Història
Aquesta masia la trobem documentada a finals del segle xix en una llista de masos del terme municipal de Sobremunt.